# Каштановые погоныши
Каштановые погоныши (лат. Rallicula) — род птиц из семейства Sarothruridae.

## Виды
В состав рода включают четыре вида птиц:
- Rallicula rubra
- Rallicula leucospila — Белополосый каштановый погоныш
- Rallicula forbesi
- Rallicula mayri — Новогвинейский каштановый погоныш

Все виды рода ранее включались (а некоторыми специалистами — до сих пор включаются) в состав рода Rallina. Все они обитают на острове Новая Гвинея, являясь его эндемиками (обитающие в принадлежащей Индонезии западной части острова Rallicula leucospila одновременно являются эндемиками Индонезии). Живут в тропических горных лесах. Эти птицы пока плохо изучены, данные об их поведении и рационе фрагментарны.
Всем входящим в состав данного рода видам МСОП присвоен охранный статус LC.